# Pasarela de Pedro Gómez Bosque
La pasarela de Pedro Gómez Bosque, oficialmente pasarela del Doctor Don Pedro Gómez Bosque, es un puente peatonal y para ciclistas sobre el río Pisuerga en Valladolid, en la región de Castilla y León, en España.
Conecta la plaza de Cuba en el barrio Arturo Eyries con el Camino Viejo de Simancas en el barrio La Rubia al suroeste de la ciudad. El puente, construido en 2011, fue parte de un proyecto de rehabilitación por parte del Ayuntamiento de la ciudad, con el que se revitalizaron más de 3 km de río muy contaminado en sus riberas.
La pasarela lleva el nombre de Pedro Gómez Bosque (1920-2008), médico, psiquiatra y profesor vallisoletano de larga trayectoria.

## Descripción

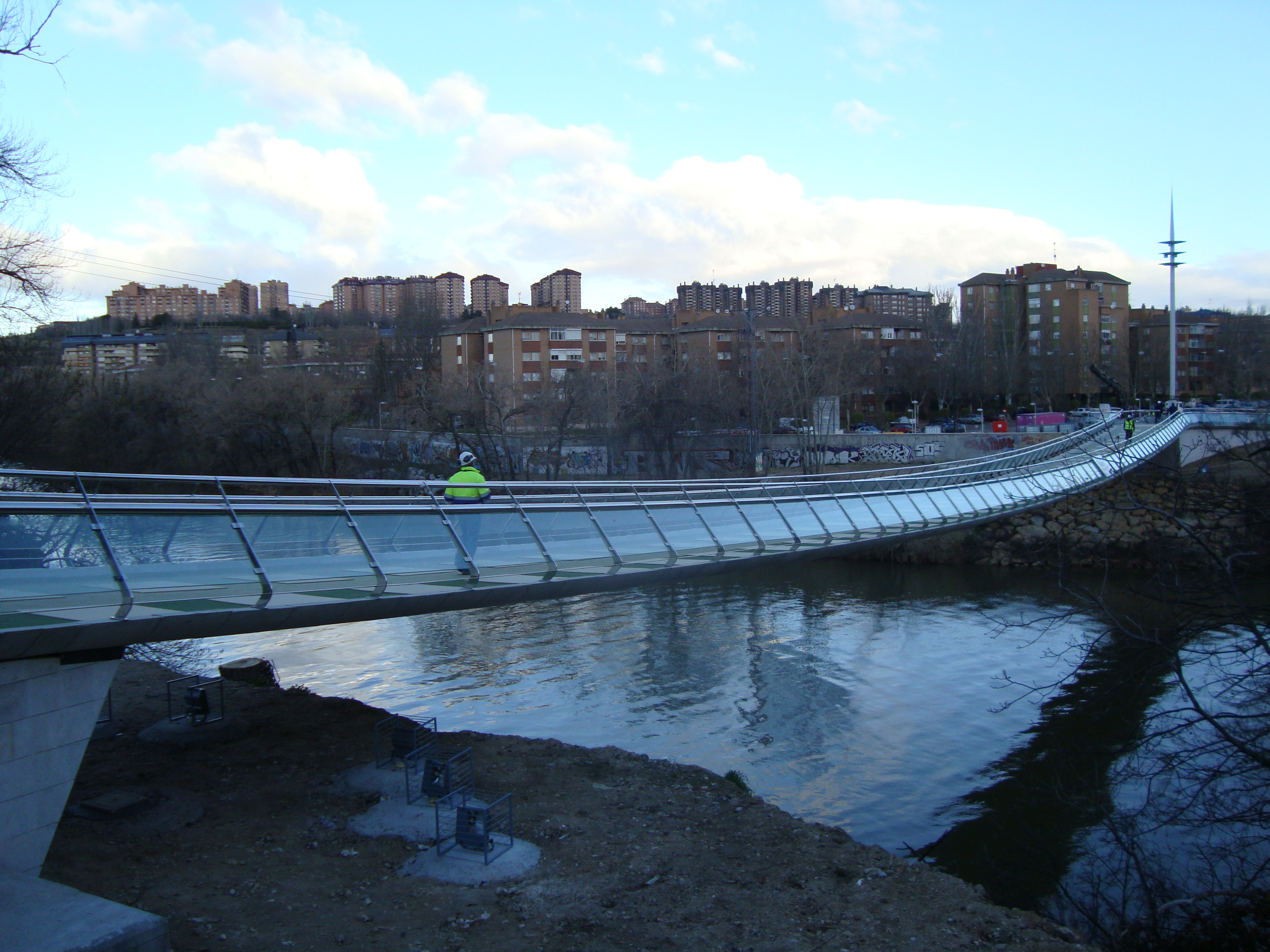
El puente poco antes de abrirse al público, año 2011.

El puente de cintas tensionadas diseñado por el ingeniero Carlos Fernández Casado tiene 100 m de largo, 5,2 m de ancho y tiene una envergadura de 85 metros. Consta de 94 m de largo, 3,6 m de ancho y solo 3 cm de acero corten de espesor anclada en los estribos. Esta banda lleva prefabricado 5.2 m de ancho y (en la dirección del puente) 75 cm de paneles de hormigón ligero. Estas losas de hormigón se colocaron juntas, con mortero y pretensado y forman el 12º lámina de hormigón de cm de espesor. Sobre el hormigón se aplicó un revestimiento de goma, cuyos dos colores separan la acera de la ciclovía. Las barandillas de acero inoxidable y vidrio, que están muy inclinadas hacia adentro, están unidas a la vía de hormigón. El puente tiene un hundimiento dependiente de la temperatura y la carga de 1,7 m.